# S:t Görans kapell

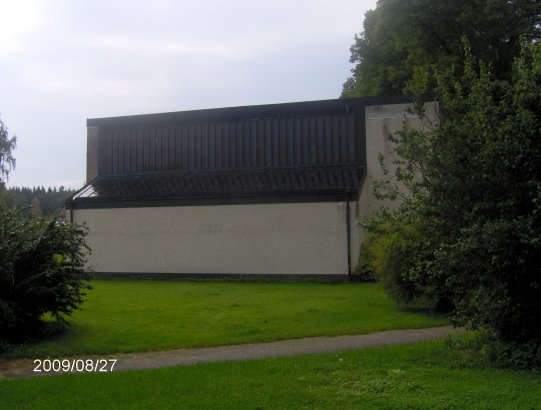
S:t Görans kapell

S:t Görans kapell, är ett litet kapell som finns på Kjesäters folkhögskola i Vingåker. Kapellet invigdes 1965, det vill säga ett år efter att skolan hade invigts.
Kapellet är inte knutet till någon församling, men om de studerande på skolan vill ha aktivitet där, så finns det alltid personal ifrån Västra Vingåker församling. Kapellet ligger helt under skolan, som i sin tur ägs av Svenska Scoutförbundet.
Att kapellet har fått namnet "S:t Görans kapell" beror främst på historien om S:t Göran och draken, eftersom S:t Göran är scoutrörelsens skyddshelgon.

## Galleri

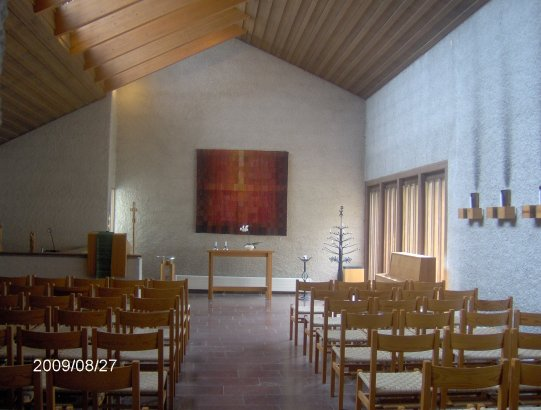
Kyrkorummet